# Vadim Iepantchintsev
Vadim Sergueïevitch Iepantchintsev - en russe : Вадим Сергеевич Епанчинцев et en anglais : Vadim Yepanchintsev (né le 16 mars 1976 à Orsk en URSS) est un joueur professionnel russe de hockey sur glace devenu entraîneur.

## Biographie

### Carrière en club
En 1992, il commence sa carrière dans son club formateur du Ioujny Oural Orsk en Vyschaïa Liga. La saison suivante, il rejoint le Spartak Moscou en Superliga. Il est choisi en 1994 au cours du repêchage d'entrée dans la Ligue nationale de hockey par le Lightning de Tampa Bay en 3e ronde, en 55e position. 
En 1997, il part en Amérique du Nord jouant dans la Ligue internationale avec les Lumberjacks de Cleveland et en East Coast Hockey League avec les Admirals de Hampton Roads. Il n'a jamais joué dans la LNH. De retour au pays, il signe au Metallourg Novokouznetsk. Il a ensuite porté les couleurs du Severstal Tcherepovets, de l'Ak Bars Kazan, du Khimik Moskovskaïa Oblast. En 2006, il intègre l'effectif du CSKA Moscou dont il est promu par la suite capitaine. En 2008, l'équipe intègre une nouvelle compétition en Eurasie, la Ligue continentale de hockey (KHL). Il signe à l'intersaison au HK Dinamo Moscou mais le 12 janvier 2010, il est échangé à l'Atlant Mytichtchi en retour d'un choix de première ronde au repêchage d'entrée dans la KHL 2010. Il met un terme à sa carrière en 2011 et devient entraîneur adjoint au HK Spartak Moscou.

### Carrière internationale
Il a représenté l'Équipe de Russie en sélection jeune.

## Trophées et honneurs personnels
Superliga
- 2001 : participe au Match des étoiles avec l'équipe Ouest.
- 2002 : participe au Match des étoiles avec l'équipe Ouest.
- 2004 : participe au Match des étoiles avec l'équipe Est.
- 2004 : meilleur +/- de la ligue (+29).
- 2003 : nommé dans l'équipe type.
- 2003 : nommé joueur avec le meilleur esprit sportif.

## Statistiques

### En club
| Saison    | Équipe                    | Ligue         |    | Saison régulière | Saison régulière | Saison régulière | Saison régulière | Saison régulière |    | Séries éliminatoires | Séries éliminatoires | Séries éliminatoires | Séries éliminatoires | Séries éliminatoires |
| Saison    | Équipe                    | Ligue         | PJ | B                | A                | Pts              | Pun              | PJ               | B  | A                    | Pts                  | Pun                  |                      |                      |
| 1992-1993 | Ioujny Oural Orsk         | Vyschaïa Liga | 35 | 5                | 4                | 9                | 10               |                  |    |                      |                      |                      |                      |                      |
| 1993-1994 | Spartak Moscou            | Superliga     | 46 | 6                | 5                | 11               | 16               |                  |    |                      |                      |                      |                      |                      |
| 1994-1995 | Spartak Moscou            | Superliga     | 43 | 4                | 8                | 12               | 24               | --               | -- | --                   | --                   | --                   |                      |                      |
| 1995-1996 | Spartak Moscou            | Superliga     | 51 | 20               | 12               | 32               | 28               |                  |    |                      |                      |                      |                      |                      |
| 1996-1997 | Spartak Moscou            | Superliga     | 38 | 10               | 8                | 18               | 74               |                  |    |                      |                      |                      |                      |                      |
| 1997-1998 | Lumberjacks de Cleveland  | LIH           | 34 | 3                | 6                | 9                | 18               | --               | -- | --                   | --                   | --                   |                      |                      |
| 1997-1998 | Admirals de Hampton Roads | ECHL          | 25 | 5                | 10               | 15               | 44               | 11               | 2  | 3                    | 5                    | 0                    |                      |                      |
| 1998-1999 | Metallourg Novokouznetsk  | Superliga     | 38 | 9                | 19               | 28               | 12               | 6                | 0  | 0                    | 0                    | 10                   |                      |                      |
| 1999-2000 | Metallourg Novokouznetsk  | Superliga     | 29 | 13               | 14               | 27               | 22               |                  |    |                      |                      |                      |                      |                      |
| 2000-2001 | Severstal Tcherepovets    | Superliga     | 43 | 7                | 13               | 20               | 40               |                  |    |                      |                      |                      |                      |                      |
| 2001-2002 | Severstal Tcherepovets    | Superliga     | 46 | 16               | 23               | 39               | 20               |                  |    |                      |                      |                      |                      |                      |
| 2002-2003 | Severstal Tcherepovets    | Superliga     | 50 | 11               | 29               | 40               | 16               | 12               | 4  | 2                    | 6                    | 6                    |                      |                      |
| 2003-2004 | Ak Bars Kazan             | Superliga     | 49 | 11               | 24               | 35               | 40               | 8                | 1  | 3                    | 4                    | 10                   |                      |                      |
| 2004-2005 | Ak Bars Kazan             | Superliga     | 45 | 8                | 20               | 28               | 40               | 4                | 0  | 0                    | 0                    | 4                    |                      |                      |
| 2005-2006 | Khimik Moskovskaïa Oblast | Superliga     | 32 | 3                | 16               | 19               | 44               | --               | -- | --                   | --                   | --                   |                      |                      |
| 2006-2007 | HK CSKA Moscou            | Superliga     | 53 | 13               | 32               | 45               | 82               | 12               | 2  | 9                    | 11                   | 18                   |                      |                      |
| 2007-2008 | CSKA Moscou               | Superliga     | 47 | 16               | 25               | 41               | 38               | 1                | 0  | 1                    | 1                    | 0                    |                      |                      |
| 2008-2009 | CSKA Moscou               | KHL           | 44 | 6                | 24               | 30               | 34               | 8                | 0  | 2                    | 2                    | 8                    |                      |                      |
| 2009-2010 | HK Dinamo Moscou          | KHL           | 36 | 2                | 11               | 13               | 32               |                  |    |                      |                      |                      |                      |                      |
| 2009-2010 | Atlant Mytichtchi         | KHL           | 14 | 2                | 13               | 15               | 8                | 4                | 0  | 3                    | 3                    | 2                    |                      |                      |
| 2010-2011 | Neftekhimik Nijnekamsk    | KHL           | 2  | 0                | 0                | 0                | 2                |                  |    |                      |                      |                      |                      |                      |
| 2010-2011 | Atlant Mytichtchi         | KHL           | 22 | 5                | 12               | 17               | 22               | 6                | 0  | 0                    | 0                    | 6                    |                      |                      |

### En équipe nationale
| Année | Équipe        | Compétition |   | PJ | B | A  | Pts | Pun               |  | Résultat |
| 1994  | Russie 18 ans | CE Jr.      | 5 | 5  | 5 | 10 | 0   | Médaille d'argent |  |          |
| 1995  | Russie Jr.    | CM Jr.      | 7 | 1  | 2 | 3  | 24  | Médaille d'argent |  |          |